# Liste der Botschafter der Vereinigten Staaten in Simbabwe

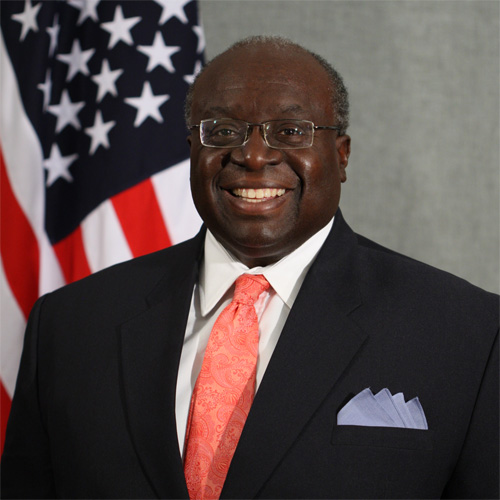
Harry K. Thomas, US-Botschafter in Simbabwe von 2015 bis 2018

Die Liste der Botschafter der Vereinigten Staaten in Simbabwe bietet einen Überblick über die Leiter der US-amerikanischen diplomatischen Vertretung in Simbabwe seit der Aufnahme diplomatischer Beziehungen bis heute.
- Robert V. Keeley (1980–1984)
- David Charles Miller (1984–1986)
- James Wilson Rawlings (1986–1989)
- Edward F. Fugit (1989–1990, Chargé d’affaires)
- J. Steven Rhodes (1990)
- Edward G. Lanpher (1991–1995)
- Johnnie Carson (1995–1997)
- Tom McDonald (1997–2000)
- Joseph Gerard Sullivan (2001–2004)
- Christopher William Dell (2004–2007)
- James D. McGee (2007–2009)
- Charles A. Ray (2009–2012)
- David B. Wharton (2012–2015)
- Harry K. Thomas, Jr. (2015–2018)
- Brian A. Nichols (2018–2021)
- Thomas R. Hastings, Chargé d’Affaires ad interim (seit 2021)